# Библиотека имени Льва Толстого (Москва)
Библиотека имени Льва Николаевича Толстого — библиотека, находящаяся в Москве, Россия.

## История
Библиотека имени Льва Толстого в Москве открылась в 1970 году. В 1971 году в Красногвардейском районе Москвы была организована первая в городе Централизованная библиотечная система.
В конце 1970-х — начале 1980-х к ЦБС присоединились библиотеки, обслуживающие детское население.
В настоящее время Централизованная библиотечная система № 1 ЮАО г. Москвы — самая крупная библиотечная система в столице.
В состав ЦБC входит 24 библиотеки: 11 библиотек для детей, 13 библиотек для взрослых.
Из них 10 библиотек имеют статус «информационный интеллект-центр».
Библиотеки расположены в 8 районах ЮАО г. Москвы: Нагатино-Садовники, Орехово-Борисово Северное,
Зябликово, Орехово-Борисово Южное, Братеево, Москворечье-Сабурово, Царицыно, Бирюлёво-Восточное.
Также Централизованная библиотечная система ОО № 2 ЮАО г. Москвы хранит самые редкие экземпляры старинных рукописей графа Льва Николаевича Толстого.
На сегодняшний день Централизованная библиотечная система им. Л. Н. Толстого (ЦБС) располагает фондом 1 500 000 экз., обслуживает более 100 тыс. читателей, выписывает более 400 наименований периодических изданий.
Библиотека им. Л. Н. Толстого работает в тесном контакте:
- с управами и муниципальными образованиями районов: «Нагатино-Садовники», «Царицыно», «Орехово-Борисово Южное», «Орехово-Борисово Северное», «Зябликово», «Братеево», «Москворечье-Сабурово», «Бирюлёво-Восточное»
- с учебно-воспитательными учреждениями: школами, детскими дошкольными учреждениями, лицеями, институтами, колледжами, общественными организациями, учреждениями, депутатами Городской и Государственных Дум, Государственным мемориальным и природным заповедником музеем-усадьбой «Ясная Поляна», Государственным музеем Л. Н. Толстого, потомками Л. Н. Толстого,
- с Международным центром искусств Маргариты Майской «Арт-Изо-Центр»/ Art-Izo-Center[2]

С 2010 г. в ЦБС Л. Н. Толстого ведётся электронный Каталог.